# Тринадцатисложник
Тринадцатисложник — один из наиболее распространённых размеров в русском и польском силлабическом стихосложении.
Классический тринадцатисложник имеет цезуру после седьмого слога, делящую стих на два полустишия объёмом в семь и шесть слогов. Окончание предцезурного полустишия в польском стихосложении женское, в русском — первоначально произвольное, позднее мужское или дактилическое; окончание постцезурного полустишия обычно женское как в польской, так и в русской силлабике. Польский тринадцатисложник, ввиду фиксированного ударения в польском языке, имеет акцентные константы (постоянные ударения) на шестом и двенадцатом слоге. В русском языке, имеющем подвижное ударение, константа перед цезурой не образовалась.
Тринадцатисложник развился на основе так называемого «вагантского стиха», широко использовавшегося с XII века поэтами-вагантами и представлявшего собой шестистопный хорей с дактилической цезурой. В XVI—XVII веках польская литература переняла этот стих, преобразовав его в соответствии с акцентологическими нормами польского языка. Первое из сохранившихся польских стихотворений, написанных тринадцатисложником, «Jezus Chrystus…», представляет собой выполненный около 1420 года перевод с латинского:
Jezus Chrystus, Bóg Człowiek, // mądrość Oćca swego,

Po czwartkowej wieczerzy // czasu jutrzennego,

Gdy się modlił w ogrodzie // Oćcu Bogu swemu,

Zdradzon, jęt i wydań jest // ludu żydowskiemu.
Из польской поэзии тринадцатисложник, наряду с другими размерами польского силлабического стиха, начал распространяться на восток и в XVII веке вошёл в русскую поэзию. Пример русского тринадцатисложника с цезурой на седьмом слоге — сатира Кантемира «На зависть и гордость дворян злонравных»:
Что так смутен, дружок мой? // Щеки внутрь опали,

Бледен, и глаза красны, // как бы ночь не спали?
Долгое время тринадцатисложник оставался одним из самых употребительных размеров: в Польше до XIX века, в России — до силлабо-тонической реформы Тредиаковского — Ломоносова. Большинство стихотворных произведений польского барокко и классицизма написаны тринадцатисложником (наряду с одиннадцатисложником), в том числе знаменитый «Пан Тадеуш» Мицкевича. В русской силлабике тринадцатисложник был размером «высокой», «героической» поэзии; им писали Симеон Полоцкий, Феофан Прокопович, Антиох Кантемир, Василий Тредиаковский.

## Комментарии
1. ↑  А. П. Квятковский считал тринадцатисложник «исконной формой русского народного стиха», встречающейся, в частности, в частушках[9].